# Balatonfűzfő
Balatonfűzfő  este un oraș în districtul Balatonalmád, județul Veszprém, Ungaria, având o populație de 4.297 de locuitori (2011). 

## Demografie
Componența etnică a orașului Balatonfűzfő
     Maghiari (96,95%)
     Germani (1,75%)
     Necunoscut (0,76%)
     Alții (0,55%)
Componența confesională a orașului Balatonfűzfő
     Romano-catolici (34,33%)
     Fără religie (19,87%)
     Reformați (10,5%)
     Atei (1,89%)
     Luterani (1,63%)
     Necunoscută (31,58%)
     Greco-catolici (0,21%)
     Alte religii (0,93%)
Conform recensământului din 2011, orașul Balatonfűzfő avea 4.297 de locuitori. Din punct de vedere etnic, majoritatea locuitorilor (96,95%) erau maghiari, cu o minoritate de germani (1,75%). Apartenența etnică nu este cunoscută în cazul a 0,76% din locuitori. Nu există o religie majoritară, locuitorii fiind romano-catolici (34,33%), persoane fără religie (19,87%), reformați (10,5%), atei (1,89%) și luterani (1,63%). Pentru 31,58% din locuitori nu este cunoscută apartenența confesională.